# رود کودا (روسیه)
رود کودا (روسی: Кода) یک رودخانه در سرزمین کراسنویارسک کشور روسیه است.